# Eleições legislativas de Israel em 1981
As eleições legislativas de 1981 em Israel foram realizadas em 30 de junho daquele ano para eleger os 120 membros da 10ª legislatura do Knesset.
O pleito teve seu contexto político marcado por uma série de questões regionais, incluindo a tensão contínua com os vizinhos árabes, e questões domésticas relacionadas à segurança nacional. O resultado das eleições foi uma vitória para o partido de direita Likud, liderado por Menachem Begin, que já estava no poder desde as eleições de 1977. O Likud manteve sua liderança, recebendo 718 941 votos e obtendo 48 assentos no parlamento israelense. Enquanto isso, o principal agrupamento político de oposição, a coligação de centro-esquerda Alinhamento, liderada por Shimon Peres, conquistou 708 536 votos e 47 assentos.